# Accossato

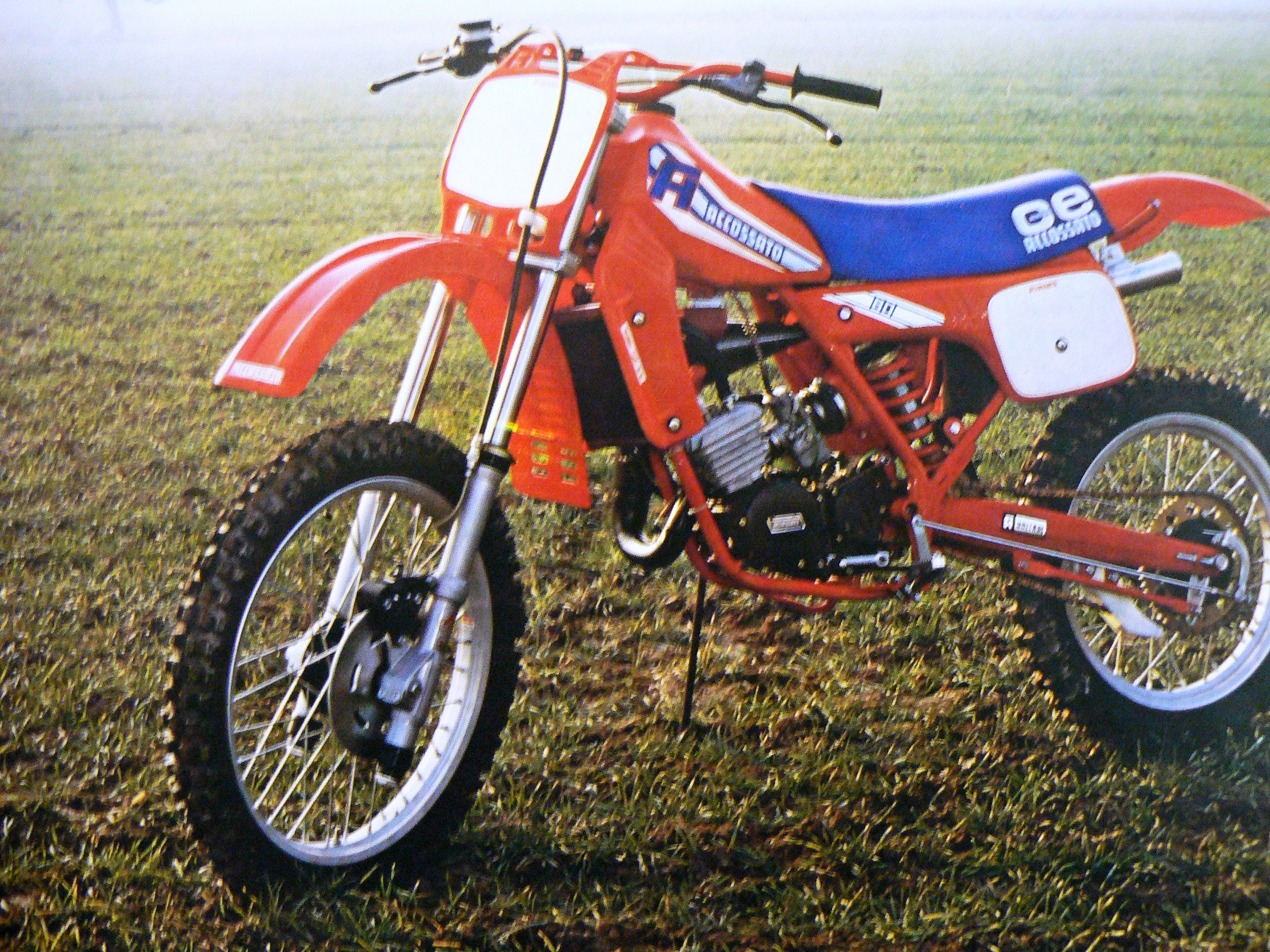
Accossato CE 80 Enduro uit 1985

Accossato was een Italiaans merk van motorfietsen en maakt tegenwoordig onderdelen voor andere merken.
Accossato, Moncalieri, Turijn (1973-).
Kleine Italiaanse fabriek van Giovanni Accossato. Men begon in 1973 met de productie van 50cc-crossmotoren.
In 1979 kwamen er ook enduromachines die in regionale wedstrijden konden worden ingezet.
Vanaf 1982 kon men zich ook in Nationale wedstrijden met de concurrentie meten. Men bouwde voornamelijk lichte 90- en 125cc-Minarelli (tegenwoordig Garelli)- en Hiromotoren in. De productie van motorfieten is beëindigd, maar in elk geval werden er in 1985 nog geproduceerd.
Het bedrijf bestaat (in 2015) nog steeds en maakt sturen, handvatten, remklauwen en subframes voor Italiaanse motorfabrikanten.